# Поморская волость
Помо́рская во́лость — административно-территориальная единица в составе Онежского уезда Архангельской губернии, существовавшая с 1924 по 1929 года. Центром волости было село Малошуйка.

## История
Декретом ВЦИК от 9 июня 1924 в Онежском уезде образовано шесть укрупненных волостей: Кяндская, Онежская, Плесецкая, Поморская, Турчасовая и Чекуевская. Поморская волость объединила волости Малошуйскую, Калгачинскую, Кушерецкую, Унежемскую и Нименьгскую. В 1929 году волость упразднена, территория вошла в состав Онежского района Северного края.

## Состав волости
Плесецкая волость включала в свой состав шесть сельских обществ: Калгачинское, Кушерецкое, Малошуйское, Нименьгское, Носовское и Унежемское.